# Alfred Chester Beatty
Alfred Chester Beatty (7. února 1875, New York – 19. ledna 1968, Monte Carlo, Monako) byl americký důlní magnát, jeden z nejúspěšnějších podnikatelů své doby, filantrop a sběratel. Hlavní část jeho sbírek je uložena v Chester Beatty Library v Dublinu a v řadě velkých muzeí a galerií.

## Těžař
Narodil se do zámožné rodiny v New Yorku jako nejmladší ze tří synů, v roce 1898 absolvoval důlní fakultu Kolumbijské univerzity a odjel do Denveru, kde pracoval jako dělník v dolech. Brzy se však vypracoval na vedoucí místa v Guggenheimově důlním impériu, které se zabývalo hlavně těžbou mědi a stříbra. Pracoval tam s nejlepšími důlními techniky své doby a v roce 1908 se osamostatnil jako nezávislý důlní konzultant. Roku 1900 se oženil s Grace Rickard, dcerou slavného důlního inženýra a měl s ní dvě děti. Roku 1911 však Grace náhle zemřela a A. Chester Beatty se s dětmi odstěhoval do Londýna. Roku 1914 tam založil těžařskou společnost Selection Trust, která měla po válce velký úspěch a působila mj. v Rusku, v Belgickém Kongu, v současné Zambii a Ghaně, což mu vyneslo přezdívku „měděný král“.

## Sběratel
V rodině se tradovalo, že sběratelství ho přitahovalo už od dětství: sbíral minerály, poštovní známky a později stále víc umělecké předměty a starožitnosti, zejména afrického a asijského původu. Shromáždil jedinečnou sbírku starých rukopisů, zejména iluminovaných rukopisů Koránu, vzácných knih a tisků, uměleckých předmětů i sbírku obrazů předních malířů 19. století, zejména francouzských.
Protože ze svých důlních začátků trpěl silikózou, trávil zimy v Egyptě a za války v jižní Francii. V roce 1931 mu patrně egyptský ilegální obchodník nabídl asi 20 rukopisů a zlomků na papyru ze 3. století, které ho jako „Biblické papyry Chester Beattyho“ trvale proslavily. Rukopisy řecké Bible patřily totiž mezi nejstarší zachované biblické rukopisy a datování knih Nový zákonNového zákona tak posunuly o víc než století nazpět. Sláva tohoto objevu zastínila několik dalších papyrů jiného obsahu, které jsou neocenitelným svědectvím o staroegyptské mytologii a kultuře vůbec.

## Mecenáš
Za druhé světové války Chester Beatty významně podporoval Spojence, zejména dodávkami mědi i hospodářskou expertízou pro vládu, a roku 1954 ho za to královna povýšila do šlechtického stavu. Uvažoval o tom, že své sbírky odkáže Britskému muzeu, to mu však nechtělo zaručit, že zůstanou pohromadě. Kromě toho byl Chester Beatty zklamán poválečnou britskou politikou a roku 1950 předal svoji firmu synovi a odstěhoval se do irského Dublinu. Pro podstatnou část svých sbírek (včetně biblických papyrů) tam postavil samostatnou budovu, která se jako Knihovna Chester Beattyho otevřela v roce 1954. Od roku 2000 je sbírka umístěna ve zvonici dublinského hradu. Mimobiblické papyry (například papyrus Chester Beatty I.), věnoval Britskému muzeu, sbírku osobních věcí popravené francouzské královny Marie Antoinetty, kterou shromáždila jeho druhá žena, věnoval pařížskému Louvru a obrazy různým světovým galeriím. V Londýně založil také nadaci proti rakovině, pozdější „The Cancer Research Institute“.
Zbytek života trávil mezi Dublinem a jižní Francií a do smrti se věnoval svým sbírkám. Roku 1967 ho irská vláda jmenovala (jako dosud jediného člověka) čestným občanem Irska a když zemřel, uspořádala mu státní pohřeb.